# Petrykivka
Petrykivka (in ucraino Петриківка?; in russo Петриковка?, Petrikovka) è un insediamento rurale ucraino (4 446 abitanti) nel distretto di Dnipro, nell'oblast' di Dnipropetrovs'k. Ospita l'amministrazione della comunità territoriale di Petrykivka, una delle comunità territoriali dell'Ucraina.
Fino al 18 luglio 2020 Petrykivka è stata il centro amministrativo del distretto di Petrykivka, abolito come parte della riforma amministrativa dell'Ucraina, che ha ridotto a sette il numero dei distretti dell'oblast' di Dnipropetrovs'k. L'area del distretto di Petrykivka è stata fusa nel distretto di Dnipro.
Fino al 26 gennaio 2024 Petrykivka era classificata come insediamento di tipo urbano. Da tale data è entrata in vigore una nuova legge che ha abolito questo status e Petrykivka è stata riclassificata come insediamento rurale.
Nel XIX secolo il villaggio di Petrykivka faceva parte di Petrykivka volost' dell'uezd di Novomoskovsk della Governatorato di Ekaterinoslav.
Gli abitanti del villaggio di Petrykivka decorano i loro alloggi, oggetti domestici e strumenti musicali con uno stile di pittura ornamentale caratterizzato da fiori fantastici e altri elementi naturali, basato su un'attenta osservazione della flora e della fauna locali.
Nata nel XIX secolo, la pittura di Petrykivka è divenuta sempre più popolare, fino a rappresentare uno dei simboli culturali dell'Ucraina. Il 5 dicembre del 2013 è stata dichiarata Patrimonio Culturale Immateriale Mondiale dell'Umanità dall'Unesco per le sue caratteristiche e folkloristiche pitture.